# Мајлан (Мичиген)
Мајлан (енгл. Milan) град је у америчкој савезној држави Мичиген. По попису становништва из 2010. у њему је живело 5.836 становника.

## Демографија
Према попису становништва из 2010. у граду је живело 5.836 становника, што је 1.061 (22,2%) становника више него 2000. године.
| Група             | 2000.         | 2010.         |
| Белци             | 4.429 (92,8%) | 5.186 (88,9%) |
| Афроамериканци    | 83 (1,7%)     | 166 (2,8%)    |
| Азијати           | 33 (0,7%)     | 51 (0,9%)     |
| Хиспаноамериканци | 167 (3,5%)    | 270 (4,6%)    |
| Укупно            | 4.775         | 5.836         |